# Sternotherus odoratus
Espèce
Synonymes
- Testudo odorata Latreille in Sonnini & Latreille, 1801
- Testudo glutinata Daudin, 1801
- Kinosternon guttatum LeConte, 1854
- Ozotheca tristycha Agasiz, 1857

Statut de conservation UICN

 LC  : Préoccupation mineure
Sternotherus odoratus est une espèce de tortues de la famille des Kinosternidae.

## Répartition
Cette espèce se rencontre :
- au Canada en Ontario et au Québec ;
- aux États-Unis.

## Description

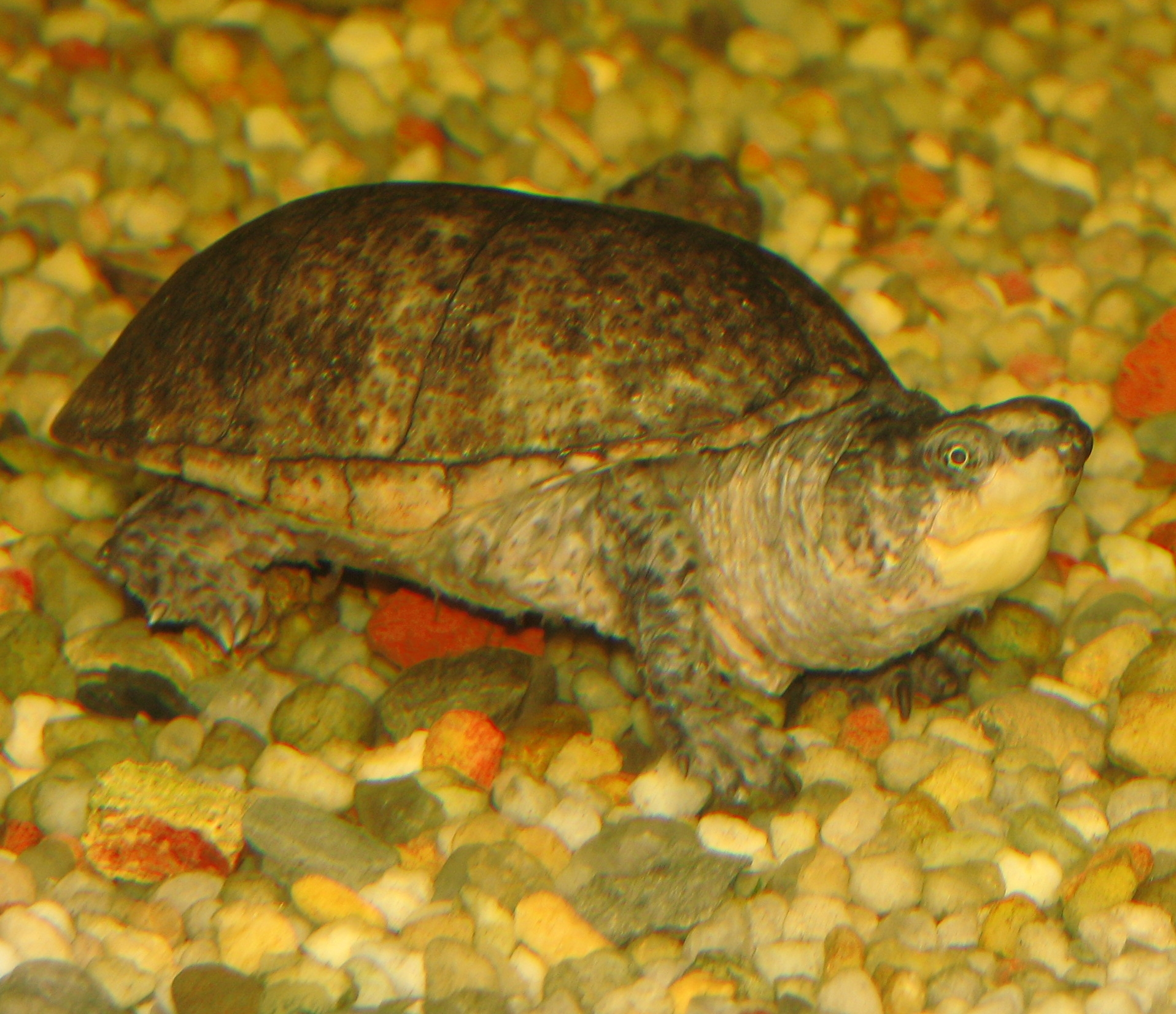

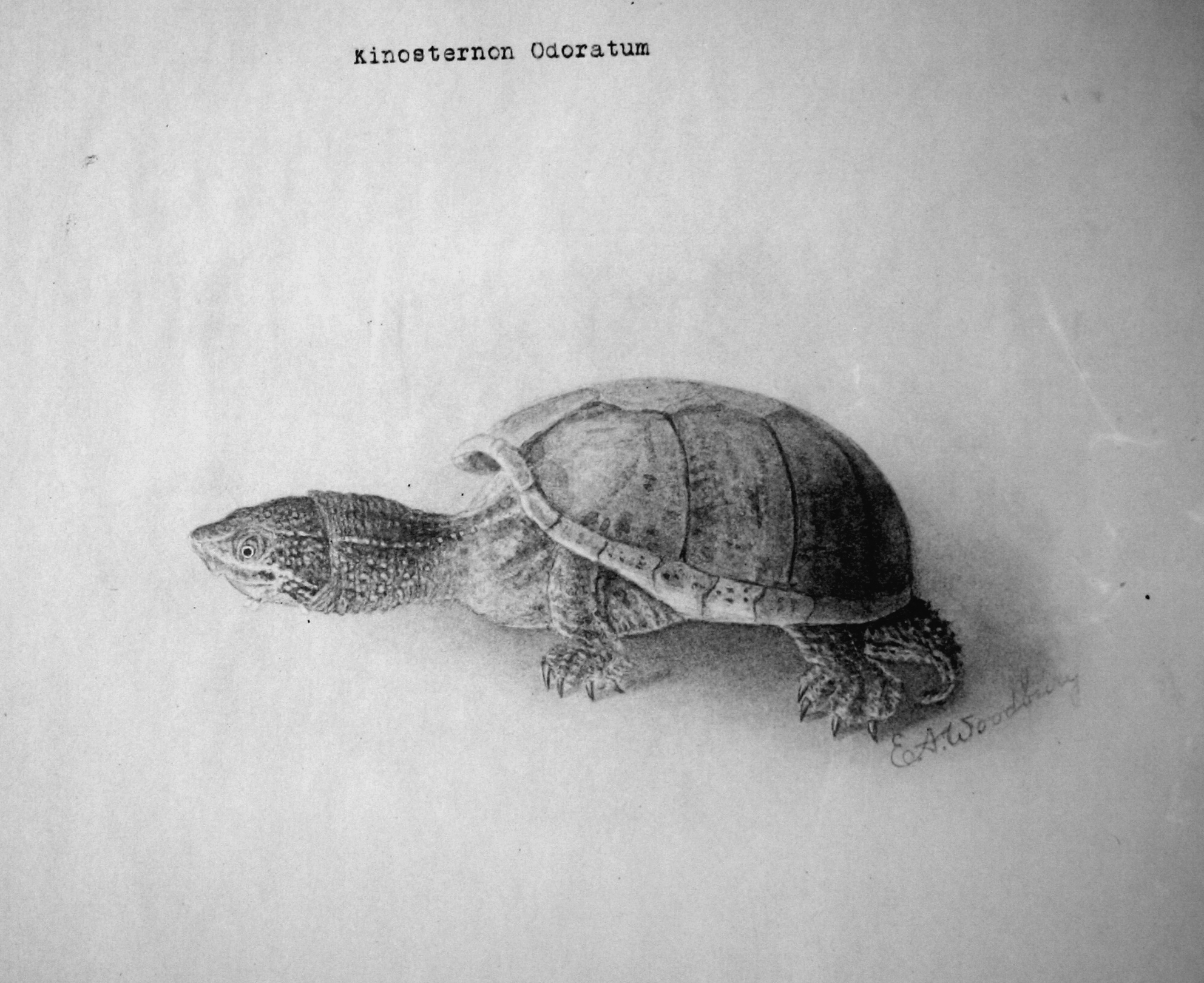

Ces tortues sont noires, grises ou brunes, avec une des reliefs très prononcés sur la carapace. Elles atteignent environ 10 cm, ont des pattes plutôt courtes et un grand cou. La tête est striée de jaune. Les mâles ont une queue plus longue que les femelles.
Ce sont des reptiles aquatiques qui vivent dans les eaux calmes avec une forte végétation. Les femelles quittent l'eau pour pondre.
Elles sont des carnivores qui se nourrissent d'une grande variété d'animaux aquatiques (poissons, escargots, insectes).
La reproduction a lieu au printemps. Les femelles pondent de 2 à 9 œufs, qui éclosent à la fin de l'été. Les petits mesurent de 2 à 3 cm à la naissance.
En captivité certains spécimens ont dépassé les 50 ans.

## Étymologie
Son nom, odoratus, vient de sa capacité à émettre une substance nauséabonde pour faire fuir les prédateurs, à partir d'une glande située vers le cou.

## Publication originale
- Sonnini de Manoncourt & Latreille, 1801 : Histoire Naturelle des Reptiles, avec Figures Dessinées d'après Nature. Détérville, vol. 1, p. 1-280 (texte intégral).